# Йосипівська сільська рада (Брусилівський район)
Йосипівська сільська рада (до 1946 року — Юзефівська сільська рада) — колишня адміністративно-територіальна одиниця та орган місцевого самоврядування у Брусилівському районі Білоцерківської округи, Київської та Житомирської областей Української РСР з адміністративним центром у селі Йосипівка.

## Населені пункти
Сільській раді на час ліквідації були підпорядковані населені пункти:
- с. Йосипівка

## Населення
Відповідно до перепису населення СРСР, станом на 17 грудня 1926 року, чисельність населення ради становила 678 осіб, з них, за статтю: чоловіків — 355, жінок — 323; етнічний склад: українців — 70, росіян — 1, поляків — 592, інші — 15. Кількість господарств — 166, з них неселянського типу — 7.
Кількість населення сільської ради, станом на 1931 рік, становила 751 особу.

## Історія та адміністративний устрій
Створена 1923 року, з назвою Юзефівська сільська рада, в с. Юзефівка Ставищенської волості Радомисльського повіту Київської губернії. 16 січня 1923 року приєднана до складу Височанської сільської ради. Згодом відновлена в складі Брусилівського району Білоцерківської округи.
7 червня 1946 року, відповідно до указу Президії Верховної ради Української РСР «Про збереження історичних найменувань та уточнення і впорядкування існуючих назв сільрад і населених пунктів Житомирської області», сільську раду було перейменовано на Йосипівську через перейменування її адміністративного центру на с. Йосипівка.
Станом на 1 вересня 1946 року сільська рада входила до складу Брусилівського району Житомирської області, на обліку в раді перебувало с. Йосипівка.
Ліквідована 11 серпня 1954 року, відповідно до указу Президії Верховної ради Української РСР «Про укрупнення сільських рад по Житомирській області», територію та с. Йосипівка включено до складу Ставищенської сільської ради Брусилівського району Житомирської області.